# Cornelius Vanderbilt
Cornelius Vanderbilt (ur. 27 maja 1794, zm. 4 stycznia 1877) – amerykański przedsiębiorca, który swoją potęgę i bogactwo zbudował na transporcie morskim i kolejowym. Głowa sławnej rodziny Vanderbiltów. W późniejszym okresie swego życia był znany jako komodor Vanderbilt.

## Młodość
Cornelius był czwartym z dziewięciorga rodzeństwa. Urodził się Nowym Jorku na wyspie Staten Island w biednej rodzinie. Jego przodkiem był Jan Aertson – holenderski rolnik z wioski De Bilt w prowincji Utrecht w Holandii, który wyjechał do Nowego Świata jako osadnik na podstawie umowy zawartej z Kompanią Zachodnioindyjską. Holenderskie van der (oznaczające „z”) razem z nazwą miejscowości, z której pochodził Aertson, dały początek późniejszemu nazwisku Vanderbilt.
19 grudnia 1813 roku Cornelius poślubił swoją sąsiadkę i kuzynkę Sophię Johnson (1795–1868) – córkę siostry swojej matki. Miał z nią łącznie trzynaścioro dzieci, z których jedno zmarło przedwcześnie.

## „Promowe imperium”
Jako młody chłopiec, Vanderbilt pracował w Nowym Jorku przy przeprawach promowych, przy czym edukację zakończył już w wieku 11 lat. W wieku 16 lat miał już własną firmę zajmującą się przewozem promowym ładunków i pasażerów pomiędzy wyspą Staten Island a Manhattanem.
W czasie wojny z Wielką Brytanią w 1812 r. udało się mu zdobyć rządowy kontrakt na dowóz zaopatrzenia dla fortów wokół Nowego Jorku. Do realizacji tego zadania wykorzystywał szybkie żaglowce (a dokładniej szkunery), od których zyskał swój późniejszy przydomek „komodor”.
W 1818 r. zwrócił uwagę na dopiero co wprowadzone do żeglugi parowce. Pracując dla Thomasa Gibbonsa, doprowadził do gwałtownego obniżenia cen za transport wodny pomiędzy New Brunswick a Manhattanem, które wcześniej zostały wywindowane w górę przez Roberta Fultona i Roberta Livingstona. Trasa ta była ważnym ogniwem w handlu pomiędzy Filadelfią a Nowym Jorkiem. Fulton i Livingston pozwali Vanderbilta, a sprawa trafiła aż przed Sąd Najwyższy. Vanderbilt wygrał ze swoimi konkurentami i złamał ich monopol na handel.
W 1829 r. uruchomił własną parową linię żeglugową na rzece Hudson pomiędzy Manhattanem a Albany. Około 1840 r. posiadał już 100 statków parowych kursujących po Hudsonie i był uważany za największego pracodawcę w całych Stanach Zjednoczonych.
W 1849 r. w czasie „kalifornijskiej gorączki złota” wprowadził do swojej oferty dogodne połączenie z zachodnim wybrzeżem poprzez Nikaraguę, co prowadziło do oszczędności sięgających połowy ceny, którą należało zapłacić za transport poprzez przesmyk Panamski. W 1855 z pomocą Vanderbilta najemnik William Walker zorganizował prywatną inwazję zakończoną opanowaniem Nikaragui. To umożliwiło Walkerowi sprawowanie w tym kraju rządów dyktatorskich w latach 1855-1857.

## Imperium kolejowe

### Początkowy rozwój
Zaangażowanie Vanderbilta we wczesny rozwój kolei sprawiło, że wziął on udział w jednym z pierwszych amerykańskich wypadków kolejowych. 11 listopada 1833 r. był pasażerem pociągu na trasie Camden – Amboy, który wykoleił się na łąkach w pobliżu Highstown w New Jersey, kiedy to doszło do złamania jednej z osi wskutek przegrzania się łożyska. Spędził wówczas około miesiąca na leczeniu się z odniesionych obrażeń (miał m.in. dwa pęknięte żebra i przebite płuco). W tym samym pociągu jechał prezydent John Quincy Adams, który nie ucierpiał w wypadku tylko dlatego, że znajdował się w jednym z przednich wagonów.
W 1844 r. Vanderbilt został dyrektorem kolei Long Island (Long Island Rail Road), która w tym czasie obsługiwała połączenie pomiędzy Bostonem i Nowym Jorkiem, także przy użyciu parowców. W 1857 r. objął stanowisko dyrektora kolei New York and Harlem Railroad.

### New York Central Railroad
Vanderbilt miał już 70 lat, kiedy zaczął się intensywnie angażować w transport kolejowy.
We wczesnych latach 60. zaczął wycofywać swój kapitał z przewozu promowego i inwestować w drogi żelazne. W latach 1862–1863 przejął kontrolę nad New York and Harlem Railroad, w 1864 r. dołączyło Hudson River Railroad, a w 1867 r. zakupił New York Central Railroad. Te trzy podmioty zostały połączone w jedno przedsiębiorstwo w 1869 r., w wyniku czego doszło do powstania New York Central and Hudson River Railroad.

### Grand Central Terminal
W październiku 1871 r. Vanderbilt nawiązał współpracę z kolejami New York and New Haven Railroad. W ten sposób zamierzał zwiększyć wydajność przewozów poprzez wykorzystanie jednego terminalu w Nowym Jorku, który istniał do 1913 r. Szklany dach stacji zawalił się podczas burzy śnieżnej tego samego dnia, w którym zmarł Vanderbilt.

### Konkurencja Jaya Goulda
W 1873 r. Vanderbilt przedłużył swoje linie do Chicago. Próbując jednocześnie uzyskać kontrolę nad koleją Erie, co doprowadziło do konfliktu z jej właścicielem – Jayem Gouldem. Gould wyszedł zwycięsko ze starcia, uniemożliwiając konkurentowi przejęcie kontroli nad swoją firmą poprzez „rozwodnienie akcji” (tzn. zmniejszenie wartości nominalnej akcji poprzez tzw. split akcji). Z powodu tej operacji Vanderbilt, który nabył duże ilości udziałów w Erie Railroad, stracił ponad 7 mln $, później Gould zwrócił mu większość tych środków. Vanderbilt nie przywykł do nieosiągania tego, co chciał, wyglądało jednak na to, że w Gouldzie znalazł godnego przeciwnika. Odnośnie do swoich strat Vanderbilt miał podobno powiedzieć „nigdy nie kop skunksa” (odnosząc się w ten sposób do Goulda). Także po śmierci Corneliusa Gould stanął na drodze Vanderbiltom, a mianowicie gdy William Vanderbilt przejął kontrolę nad firmą Western Union Telegraph Co., to Jay Gould uruchomił własne przedsiębiorstwo o nazwie American Telegraph Co., prawie że zmuszając tę pierwszą firmę do opuszczenia rynku. Wówczas niemający wyboru William Vanderbilt musiał wykupić Goulda, który na tej sprzedaży osiągnął duży zysk.

## Spuścizna Vanderbilta
Po śmierci swojej żony Sophii Cornelius Vanderbilt udał się ze swoją nową ukochaną do Kanady, gdzie 21 sierpnia 1869 r. ją poślubił (przy czym znowu była to kuzynka – Frank Armstrong Crawford, pochodząca z Mobile w Alabamie, chociaż nie tak blisko spokrewniona jak pierwsza żona).
Bezwzględny, jeżeli chodzi o interesy, Vanderbilt w ciągu swojego życia zraził do siebie wiele osób. Publicznie był uważany za skąpca, który gnębił wszystkich dookoła, nie wyłączając rodziny. Zwykł był mówić, że kobiety kupują jego akcje, bo jego zdjęcie znajduje się na certyfikacie akcyjnym. W swoim testamencie wydziedziczył wszystkich swoich synów oprócz Williama, który był tak samo bezwzględny jak ojciec i który miał za zadanie utrzymać jego imperium. W chwili śmierci fortunę Vanderbiltów oceniano na 100 mln dolarów amerykańskich. Z tego 95 mln dolarów otrzymał William, a jedynie po 500 tys. dolarów otrzymała każda z jego ośmiu żyjących córek. Taką samą sumę otrzymała też jego żona.

## Potomkowie
Cornelius Vanderbilt został pochowany w grobowcu rodzinnym w New Dorp na Staten Island. Trzy z jego córek oraz syn – C. Jeremiah Vanderbilt nie zgodzili się z ostatnią wolą swojego ojca, twierdząc, że był on obłąkany w chwili śmierci. Proces trwał cały rok i zakończył się niepowodzeniem dla strony powodowej, a w jego wyniku C. Jeremiah popełnił samobójstwo w 1882 r.
Cornelius i Sophia Vanderbiltowie pozostawili następujących potomków:
1. Phebe Jane (Vanderbilt) Cross (1814–1878)
2. Ethelinda (Vanderbilt) Allen (1817–1889)
3. Eliza (Vanderbilt) Osgood (1819–1890)
4. William Henry Vanderbilt (1821–1885)
5. Emily Almira (Vanderbilt) Thorn (1823–1896)
6. Sophia Johnson (Vanderbilt) Torrance (1825–1912)
7. Maria Louisa (Vanderbilt) Clark Niven (1827–1896)
8. Frances Lavinia Vanderbilt (1828–1868)
9. Cornelius Jeremiah Vanderbilt (1830–1882)
10. Mary Alicia (Vanderbilt) LaBau Berger (1834–1902)
11. Catherine Juliette (Vanderbilt) Barker LaFitte (1836–1881)
12. George Washington Vanderbilt (1839–1864)

## Cytaty
- „Chciałeś mnie oszukać. Nie pozwę cię, proces jest zbyt wolny, ale zrujnuję cię” („You have undertaken to cheat me. I won’t sue you, for the law is too slow. I will ruin you”.) – Cornelius Vanderbilt w liście do swojego byłego wspólnika. (1853 r.)
- „Gdybym pobierał naukę w szkole, to nie miałbym czasu, żeby nauczyć się czegokolwiek innego” („If I had learned education, I would not have had time to learn anything else”.)
- „Czy ja przejmuję się prawem? Przecież ja mam władzę”. („What do I care about law? Ain’t I got the power?”)